# 리아 바란
리아 바란(독일어: Ria Baran, 1922년 11월 2일 - 1986년 11월 12일)은 독일의 피겨 스케이팅 선수였다. 그녀는 폴 포크와 함께 스케이트를 탔다. 그녀는 세계 선수권 대회에서 2연패했고 1952년 올림픽에서 금메달을 획득했다.
1951년까지 리아 바란과 폴 포크는 독일이 2차 세계 대전 이후 국제 스포츠에서 제외되었기 때문에 국제 대회에 출전하지 못했다.
바란과 포크는 아마추어 무대에서 패배하지 않았다.
1950년과 1952년 사이에 리아 바란은 올해의 독일 여자 운동 선수로 3번 선정되었다.
1952년 올림픽에서 우승한후 그들은 프로로 전향했다.
바란은 나중에 비서로 일했다.